# Scinax littoreus
Scinax littoreus är en groddjursart som först beskrevs av Peixoto 1988.  Scinax littoreus ingår i släktet Scinax och familjen lövgrodor. IUCN kategoriserar arten globalt som livskraftig. Inga underarter finns listade i Catalogue of Life.